# David Cage
David De Gruttola (Mulhouse, 9 de junho de 1969), conhecido por seu pseudônimo David Cage, é um diretor de jogos eletrônicos, designer, roteirista e músico francês. Fundador da desenvolvedora Quantic Dream, Cage é conhecido por ter escrito e dirigido os jogos Heavy Rain e Beyond: Two Souls para o PlayStation 3, e Detroit: Become Human para o PlayStation 4 e Microsoft Windows.

## Biografia
Nascido em Mulhouse, França, Cage é o chefe da desenvolvedora Quantic Dream. Ele tem um papel importante no desenvolvimento dos jogos, sendo fundador, co-CEO (com Guillaume de Fondaumière), diretor, designer líder e roteirista. Como músico profissional, fundou a empresa Totem Interactive em 1993, que atuava na área de música e produções sonoras. Trabalhou como músico freelance em diversos projetos de televisão, cinema e jogos eletrônicos, também desenvolvendo algumas trilhas sonoras originais.
Seus primeiros trabalhos incluem músicas nos jogos Super Dany (1994, creditado como David De Gruttola), Cheese Cat-Astrophe Starring Speedy Gonzales (1995, creditado como David De Gruttola), Timecop (1995), e Hardline (1996). Em 1997, Cage fundou Quantic Dream. Ele escreveu e dirigiu todos os cinco jogos lançados pelo estúdio: Omikron: The Nomad Soul (1999), Fahrenheit (2005), Heavy Rain (2010), Beyond: Two Souls (2013) e Detroit: Become Human (2018).[carece de fontes?]
Na British Academy Games Awards, na qual Quantic Dream ganhou três prêmios por Heavy Rain, Cage afirmou que "jogos sempre exploram as mesmas coisas. Eles são sobre ser poderoso, mocinhos contra os bandidos – isso é uma parte muito pequena do que pode ser feito. Existem tantas outras histórias para se contar, tantas outras emoções para se desencadear. Este é um novo meio fantástico, podemos fazer muito mais do que já fazemos com ele." O desenvolvedor Warren Spector descreveu Cage como sendo um dos melhores contadores de história nos videogames, chamando-o de gênio.
Cage sempre criticou o "game over" em jogos sem ação, baseados em histórias, chamando-os de "uma falha no design do jogo". Ele foi o primeiro desenvolvedor de jogos a receber o Legião de Honra, a mais alta condecoração concedida na França. Em outubro de 2018, ele recebeu o Ping Honor Award por sua carreira.

## Vida pessoal
Cage se identifica como ateu.

## Controvérsias
Em 2018, três fontes de notícias francesas, o Le Monde, a Mediapart e o Canard PC reportaram que o estúdio Quantic Dream, de David Cage e Guillaume de Fondaumière, era um local de trabalho tóxico. Ambos os chefes foram acusados de se comportarem inadequadamente. O Le Monde e a Media Part também reportaram que o estúdio empregava horas muito longas de trabalho, quase o dobro do permitido pela lei francesa. A Quantic Dream se defendeu em seu Twitter, negando todas as alegações e também reportando de que a empresa fazia seu máximo para manter um ambiente de trabalho psicologicamente seguro para seus funcionários
Quinze funcionários e ex-funcionários da Quantic Dream disseram ao Le Monde que Cage fazia piadas racistas e homofóbicas. Cage nega as acusações de preconceito, reinforçando que o estúdio antes trabalhou com os ativistas Elliot Page e Jesse Willams

## Créditos

### Diretor e escritor
- Omikron: The Nomad Soul (1999)
- Fahrenheit (2005)
- Heavy Rain: The Casting (2006; demo)
- Heavy Rain (2010)
- Heavy Rain: Chronicle One - The Taxidermist (2010; DLC)
- Kara (2012; demo)
- The Dark Sorcerer (2013; demo)
- Beyond: Two Souls (2013)
- Detroit: Become Human (2018)

### Compositor
- Super Dany (1994)
- Cheese Cat-Astrophe Starring Speedy Gonzales (1995)
- Timecop (1995)
- Hardline (1996)
- Detroit: Become Human (2018, sequência de abertura)[13]